# Pseudoditrema
Pseudoditrema es un género de foraminífero bentónico de la familia Lagynidae, del suborden Allogromiina y del orden Allogromiida. Su especie tipo es Ditrema mikrous. Su rango cronoestratigráfico abarca el Holoceno.

## Clasificación
Pseudoditrema incluye a las siguientes especies:
- Pseudoditrema mikrous